# 韋斯特福德 (紐約州)
韋斯特福德（英語：Westford）是一個位於美國紐約州奧齊戈縣的鎮。

## 人口
根據2020年美國人口普查的數據，韋斯特福德的面積為87.82平方千米，當中陸地面積為87.68平方千米，而水域面積為0.14平方千米。當地共有人口804人，而人口密度為每平方千米9人。